# Epipremnum moluccanum
Epipremnum moluccanum és una espècie de planta amb flors del gènere Epipremnum i de la família de les aràcies (Araceae).

## Descripció
Epipremnum moluccanum és un gran escalador d'arrels. La planta adulta té una tija d'uns 7 mm de diàmetre, epidermis minuciosament asprosa, entrenusos d'uns 3,5 cm de llarg, separats per cicatrius de fulles prominents proveïdes d'un coll estret de teixit de la beina. Les catafil·les i les profil·les aviat s'assequen i cauen. El pecíol fa entre 18 a 21 cm x 7 a 10 mm, canaliculat, llis, marró pàl·lid assecat a l'aire. La beina peciolar és molt prominent, que s'estén al llarg de la superfície adaxial del geniculum i més o menys fusionant-se amb els marges de la làmina, els marges una mica irregulars, la base de la beina més o menys tancant la tija.
La inflorescència és solitària, subtesses per una fulla de fullatge totalment desenvolupada amb una beina peciolar molt expandida. El peduncle fa 4,3 x 5 mm, sub-terete, epidermis lleugerament rugosa. L'espata és en forma de canoa, exterior i interior és groc apa. Espàdice estipitat, porció fèrtil cilíndrica, àpex arrodonit, inserit obliquament sobre estípi; estípi de 10 x 6 mm, inserit obliquament al peduncle. Les flors fan entre 2 a 2,5 mm de diàmetre, amb 4 estams i amb 5 filaments d'1 mm. Les anteres estretament ovoides, de 3 a 5 x 0,75 a 1 mm, ovari 7 a 9 x 2,5 a 4 mm, cilíndric, part basal comprimida lateralment amb 2 òvuls 2; regió estilar d'uns 2,2 x 2 mm, trapezoïdal en material postantesi assecat a l'aire, una mica feble, àpex aplanat, marges lleugerament aixecats en material sec; estigma allargat i globós, d'uns 1,5 mm x 0,5, circumferencial, molt lleugerament prominent.
El fruit és verd i la regió estilar és una mica dèbil.

## Distribució i hàbitat
Epipremnum moluccanum és originària de les illes Moluques.
En el seu hàbitat és trepador i creix principalment al bioma tropical humit, però cal més informació ja que no és clar que creixi a les muntanyes per sobre dels arbres.

## Taxonomia
Epipremnum moluccanum va ser descrita per Heinrich Wilhelm Schott i publicat a Annales Musei Botanici Lugduno-Batavi 1: 130, a l'any 1863.
Etimologia
Epipremnum: nom genèric de dues paraules gregues ἐπί (damunt) i πρέμνον (soca).
moluccanum: epítet geogràfic que al·ludeix a la seva àrea de distribució a les illes Moluques.